# Augusto Vieira da Silva
Augusto Vieira da Silva (1869–1951) foi historiador e engenheiro português. Concluiu o curso de Engenharia na Escola do Exército em 1893.
Foi sócio efectivo da Associação dos Arqueólogos Portugueses, membro da Academia de História, sócio honorário e primeiro presidente do grupo Amigos de Lisboa.
 Foi nomeado para a Comissão de Toponímia da Câmara Municipal de Lisboa em 1943. Alguns dos seus textos foram editados sob o título Dispersos. Encontra-se colaboração da sua autoria nas revistas Feira da Ladra (1929–1943), Revista de Arqueologia (1932–1938), Boletim dos Museus Nacionais de Arte Antiga (1939–1943) e na Revista Municipal (1939–1973) publicada pela  Câmara Municipal de Lisboa.